# Microsoft Launcher
Microsoft Launcher (precedentemente noto come Arrow Launcher) è un lanciatore di applicazioni per la piattaforma mobile Android creata da Microsoft come semplificazione leggera, veloce ed efficiente dell'esperienza utente Android  e pubblicato su Google Play Store il 5 ottobre 2017.

## Storia
Progetto sperimentale del Microsoft Garage, il software nasce nel 2015 e nell'ottobre dello stesso anno il launcher raggiunge la versione beta. Nel dicembre 2017 ha raggiunto 10 milioni di download da Google Play.

## Scopo
Il suo scopo è fornire una base incentrata sull'utente per le applicazioni basate su Windows e Office tramite account Microsoft e di “semplificare radicalmente l’esperienza utente di Android”.

## Funzionalità

### Feed
Le funzionalità dell'applicazione includono un feed personalizzabile che visualizza informazioni pertinenti e personalizzate per l'utente, come un feed di notizie, elenchi di cose da fare, feed del calendario, sezione dedicata alle notizie (provenienti dal circuito di news di MSN), e la sezione per creare note e liste di cose da fare (anche utilizzando un comando vocale). Si può anche scegliere di visualizzare la scheda Documenti, che mostra i file Office salvati su OneDrive, e quella con i contatti con cui si ha più a che fare. È possibile scorrere verso l'alto dalla parte inferiore dello schermo per rivelare le scorciatoie dell'applicazione, la barra delle applicazioni include una barra di ricerca e le app installate di recente nella parte superiore. Il feed è direttamente collegato con i motori di ricerca Google e Bing.

### Design
Gli elementi di grafica sono altamente personalizzabili con una vasta gamma di opzioni, come lo sfondo quotidiano Bing come immagine di sfondo nella schermata di blocco e/o nella schermata iniziale.

### Programma di avvio

#### "Continua su PC"
Il programma di avvio si integra con le altre applicazioni Android di Microsoft abilitando funzioni come "Continua su PC", che consente a un utente di lavorare senza problemi tra il proprio telefono e un PC Windows. Ad esempio, sono in grado di aprire una pagina Web in Edge e quindi aprire esattamente la stessa pagina sul proprio PC, non diversamente dalla funzione Handoff di Apple.